# بنفشه پاپرنده‌ای
 بنفشه پاپرنده‌ای(نام علمی: Viola pedata) نام یک گونه از سرده بنفشه است.